# Spinactaletes boneti
Spinactaletes boneti är en urinsektsart som först beskrevs av Rosa Parisi 1972.  Spinactaletes boneti ingår i släktet Spinactaletes och familjen Actaletidae. Inga underarter finns listade i Catalogue of Life.